# Conotrochus asymmetros
Espèce
Statut CITES
Conotrochus asymmetros est une espèce de coraux appartenant à la famille des Caryophylliidae.